# Minamiashigara
Minamiashigara (南足柄市 Minamiashigara-shi) é uma cidade japonesa localizada na província de Kanagawa.
Em 2003 a cidade tinha uma população estimada em 44 318 habitantes e uma densidade populacional de 576,08 h/km². Tem uma área total de 76,93 km².
Recebeu o estatuto de cidade a 1 de Abril de 1972.

## Cidade-irmã
- Tilburgo, Países Baixos